# El Yelmo
El Yelmo, también conocido como Peña del Diezmo, es un risco de la sierra de Guadarrama, en la península ibérica. El Yelmo, una de los lugares más conocidos de la zona conocida como La Pedriza, tiene una altura de 1717 metros. Se ubica en el término municipal español de Manzanares el Real, en el noroeste de la Comunidad de Madrid. Se trata de una enorme placa de granito rosado y es centro de atracción de numerosos escaladores. Visto desde el sur tiene forma de un yelmo medieval. Según cálculos realizados, dentro del domo se podría tallar el monasterio de El Escorial a tamaño real.

## Etimología

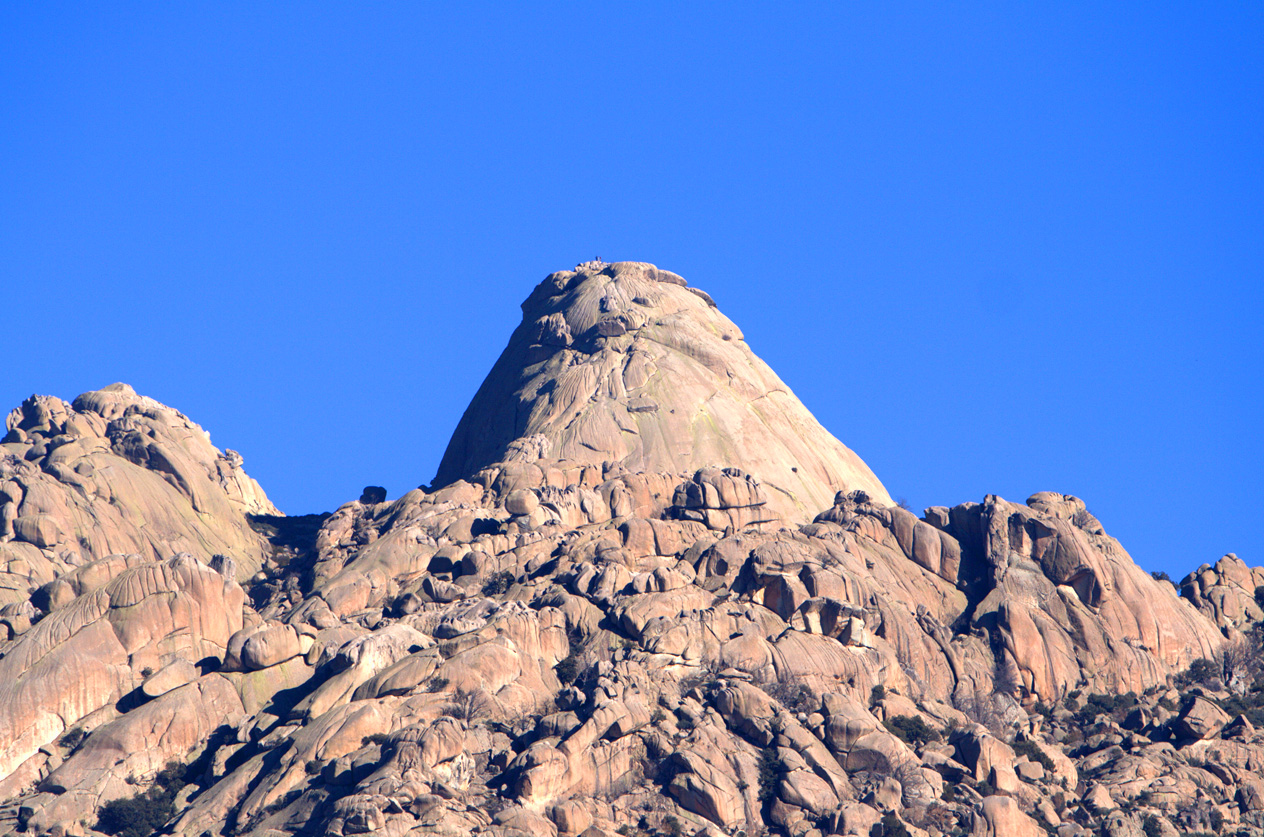
Vista del Yelmo.

Se eleva 150 metros sobre su base por el sur y 95 metros por el norte. El Yelmo es un domo, es decir, una forma en resalte abovedado. Su nombre se debe a su peculiar forma, similar al yelmo usado por los caballeros medievales. Ya aparece con dicha denominación en el Libro de montería, de Alfonso XI, del año 1350. Su antigua denominación es «Peña del Diezmo».

## Primera ascensión
La primera ascensión al risco que se conoce la habría realizado Casiano del Prado en 1864 y desde entonces es un importante destino para escaladores y senderistas que acuden a La Pedriza.

## Ascensión

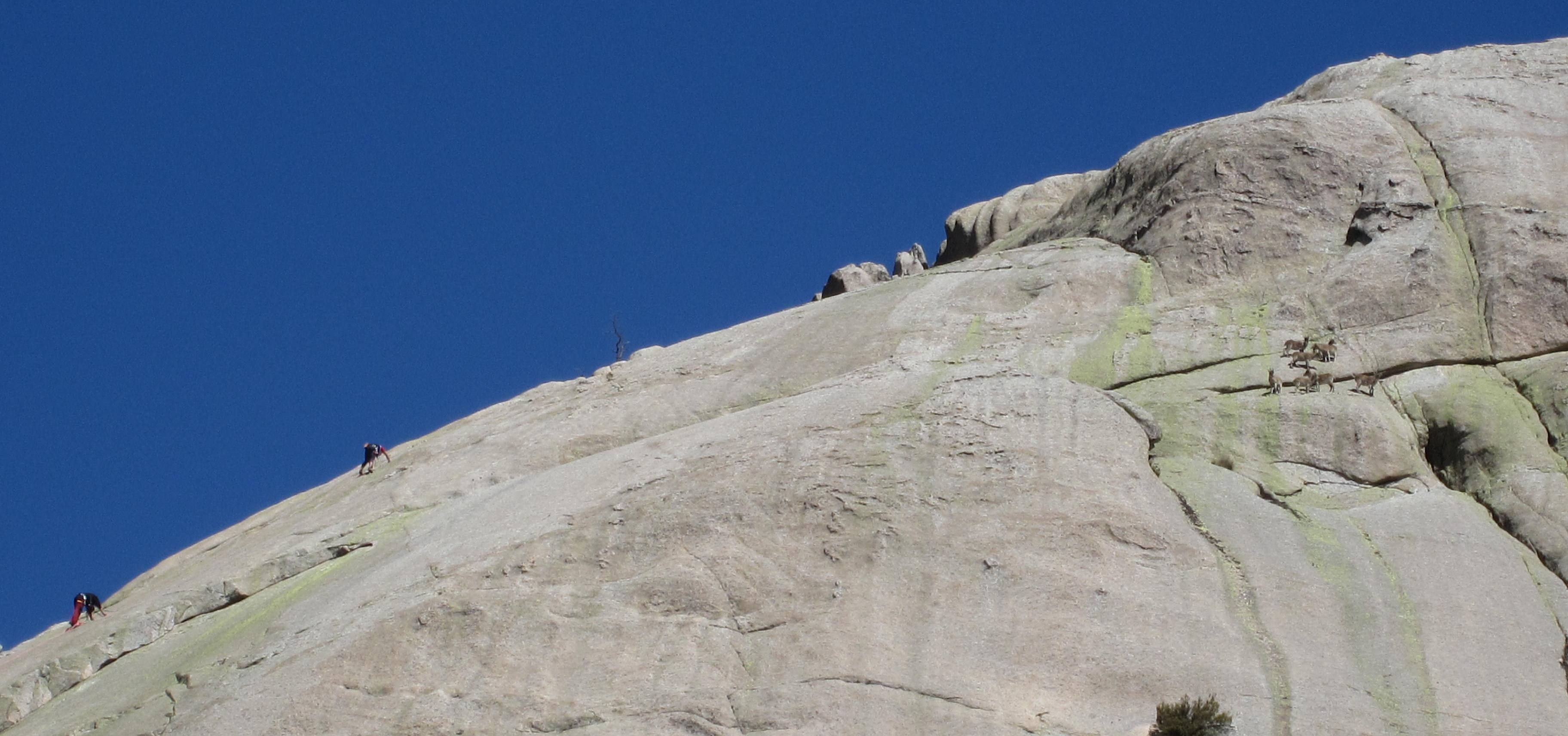
Escaladores (izquierda) y cabras hispánicas (derecha) en la cara sur del Yelmo.

La "Via Normal" transcurre por la Gran Grieta (una chimenea en dos tramos) de la cara norte, aunque también se considera como tal a la vía Valentina, que asciende por el lado oeste del risco. La cara sur del Yelmo es una enorme pared de granito en la que hay varias vías de escalada que conducen a la cima. Las tres primeras que se abrieron por esta pared sur fueron un hito en la historia de la escalada madrileña.
- La vía «Los Higinios» data de 1944. Empieza en el gendarme derecho de esta pared sur por un canalizo. Es la primera vía de dificultad que se abre en el Yelmo. Como curiosidad, a mitad de vía hay un árbol.

- La vía «La Vikinga» fue abierta en 1966 por el grupo los Vikingos. Transcurre por la zona central de la pared y ha sido la más grande de las vías artificiales de Madrid. Se daba casi toda en artificial a base de buriles. Actualmente está restaurada y se da buena parte de ella en libre y A0.

- La vía «La Valkiria» fue abierta por el grupo los Vikingos en 1967. Empieza y transcurre en buena parte de su recorrido por el gendarme izquierdo en adherencia. Se abrió y se da totalmente en libre.

La escalada en La Pedriza requiere una técnica muy especial llamada "adherencia". Con la aparición de los "pies de gato", calzado especial con suela de goma lisa, blanda y sin dibujo, tuvo un gran impulso permitiendo abrir vías hasta entonces consideradas "imposibles". Es una escalada muy "fina", digamos que "psicológica" (a veces el sostenerse sobre la roca es una cuestión de fe), totalmente contrapuesta a la escalada más "atlética" que se practica en otras zonas.

## Vías de escalada

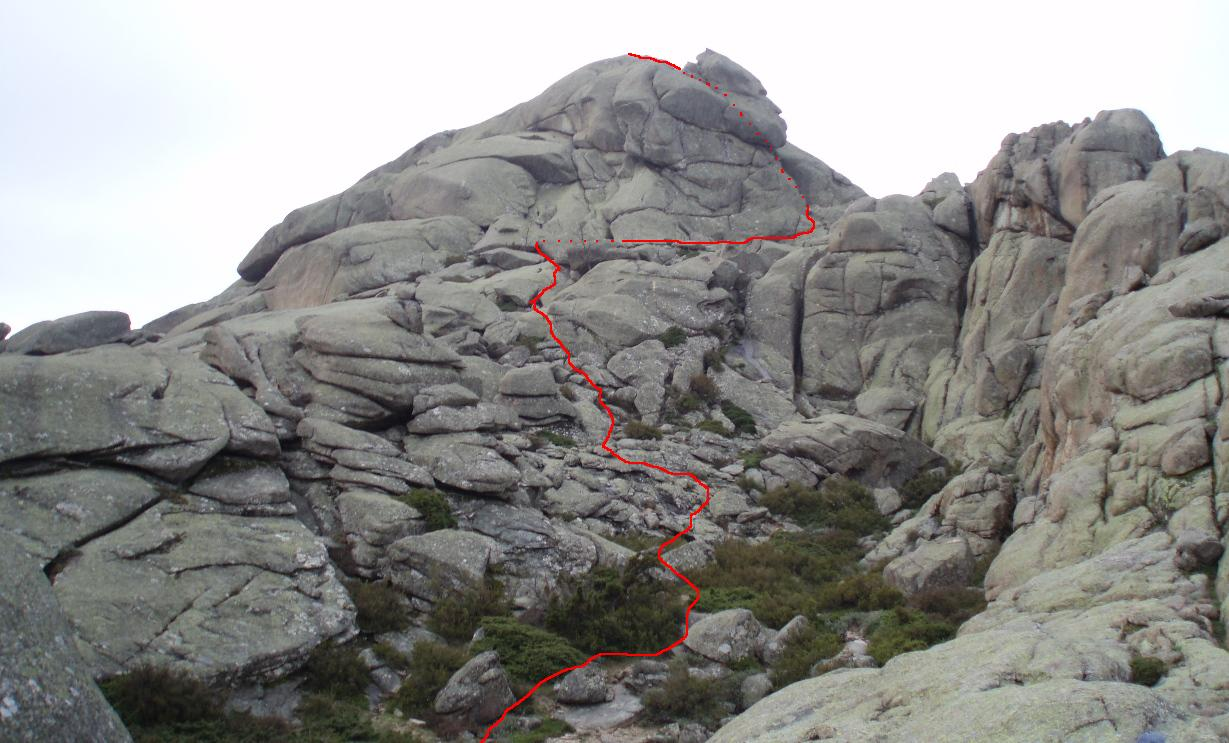
Ascenso por la cara noreste del Yelmo. Es la ruta de ascenso que menos dificultades ofrece al senderista.

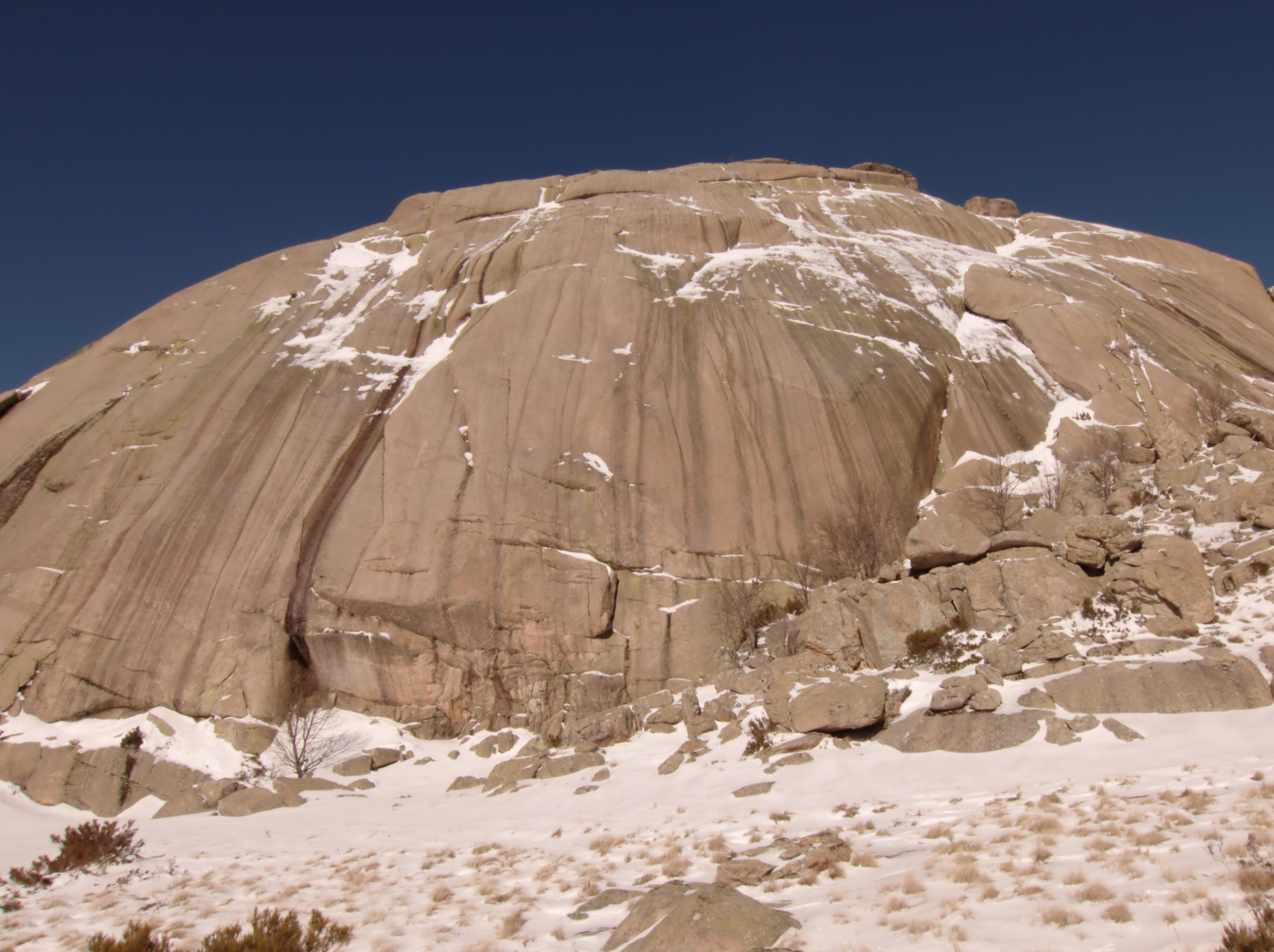
Cara sur del Yelmo vista desde su base. En esta pared de granito se realizan ascensiones de escalada muy concurridas.

El orden de las vías enumeradas a continuación es el siguiente: Oeste, Sur, Este, Norte. El número romano que figura junto a la vía indica su dificultad.
- Vía Valentina. (III)
- Vía Ferroviarios (V)
- Vía Ignatius (V+)
- Vía Walkiria. (V)
- Vía Caballo Blanco. (V/A0 o 6a)
- Vía U.R.D. (V/A2)
- Vía Guirles Campos. (V/A1 o 6a+)
- Vía Gálvez-Pascual. (6c)
- Vía Barón Rojo. (6a/A0)
- Vía Vikinga. (6a/A1 o ¿7a+?)
- Vía Nani. (6a)
- Vía Yan-San-Po. (6a)
- Vía Cagaleras de la Muerte. (6a)
- Vía Wendigo. (6a)
- Vía Calavera. (IV+)
- Vía Moby Dick. (6b)
- Vía Esteban Altieri. (V+)
- Vía Hermosilla. (IV+)
- Vía Higinios. (V)
- Vía Mairal. (IV+)
- Vía Normal Norte. (II+)
- Vía Diedro Norte . (V/A1)

El destrepe de El Yelmo se hace por la Vía normal o la Vía Valentina. Aunque no es muy difícil, no está libre de riesgos.

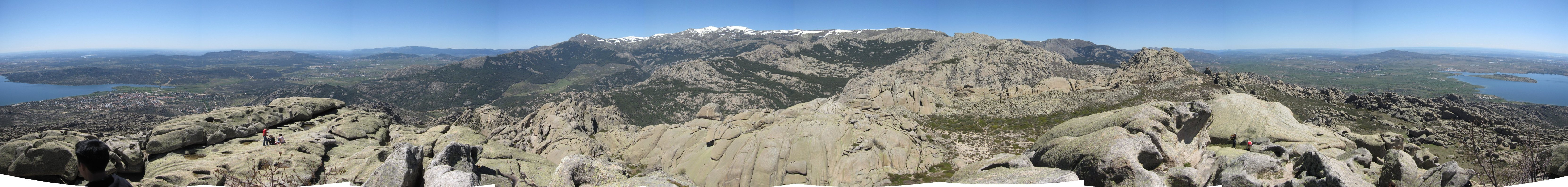
Vista panorámica desde la cima de El Yelmo.

## Referencias

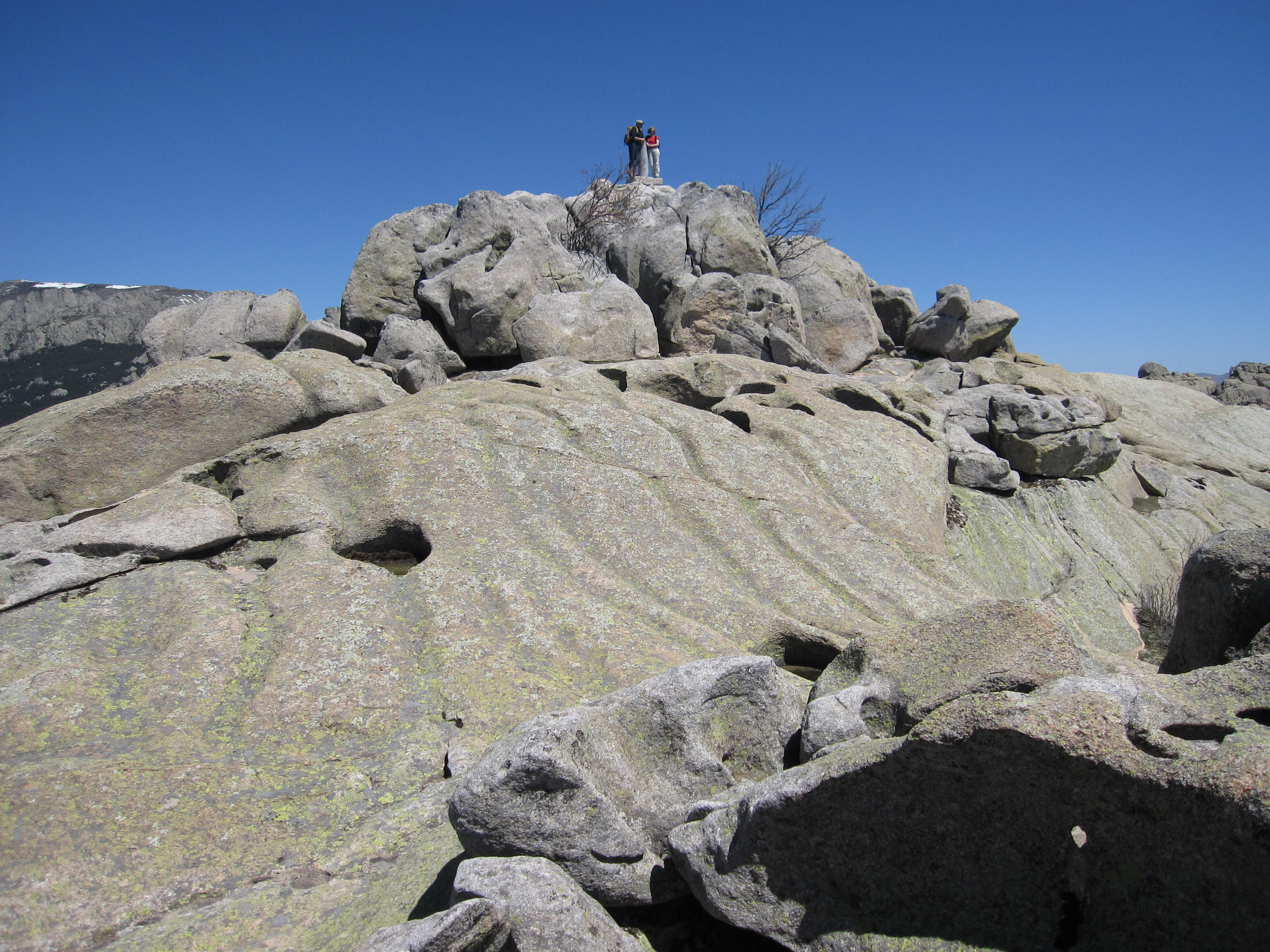
Cima de El Yelmo con su vértice geodésico de primer orden.